# Erotic Power Exchange
Erotic Power Exchange (Engl.: erotischer Machtaustausch, abgekürzt EPE) bezeichnet die vollständige sexuelle Kontrolle eines Sexualpartners durch den anderen. Der Begriff entstammt der BDSM-Szene und dient dort als Abgrenzung zum Total Power Exchange (TPE), bei dem das Machtgefälle nicht nur beim erotischen Miteinander, sondern in der gesamten Beziehung besteht.

## Beziehungskonzept und Ausgestaltung
Beim EPE sind Dominanz und Unterwerfung nur beim erotischen und sexuellen Miteinander zentrale Prinzipien, die Partner sind ansonsten gleichberechtigt. Der Begriff EPE definiert also keine grundsätzliche Beziehungsstruktur, sondern nur einen sexuellen Machtaustausch. Damit steht EPE im Gegensatz zum darüber hinausgehenden und weitere Lebensbereiche erfassenden Total Power Exchange (TPE). Wie in allen Beziehungsformen, die dem BDSM zuzurechnen sind, ist der EPE höchst individuell und lebt vom Konsens über die konkrete Ausgestaltung.
Der aktive Partner greift nicht in den Alltag des Partners ein, sondern darf lediglich über dessen sexuelle Stimulation und deren Erfolg entscheiden. Die EPE-Beziehung kann von einer lockeren Spielbeziehung mit gelegentlichen sexuellen Begegnungen und einer nur stundenweise abgegebenen Kontrolle bis hin zur dauerhaft angelegten Lebenspartnerschaft mit ständiger geistiger Präsenz des EPE reichen („24/7 EPE“). Innerhalb der sexuellen Beziehung reicht das Spektrum von dauerhafter Keuschhaltung bis hin zu Rollenspielen mit häufigen Orgasmen, oft im Rahmen eines Tease-and-denial-Szenarios (Engl.: erregen und verweigern). Wie immer beim BDSM liegt auch bei einem EPE jeder Praktik das Einverständnis beider Partner zugrunde.
Die Rollenverteilung (Top und Bottom) kann unhinterfragt feststehen, bei einigen kommt es aber auch zum Tausch der Rollen zwischen den Beziehungspartnern (Switchen). Die Zeiträume können hierbei stark variieren: Die Person, die sonst Bottom ist, erlangt bei manchen Paaren nur äußerst selten und dann auch nur für den Teil des Sex die Oberhand erlangen, bei anderen eventuell sogar viele Wochen lang komplett. Polygame und polyamore Switches haben den Vorteil, dass sie keinen anderen Switch finden müssen und mit diesem jeden Tag in der passenden (gegensätzlichen) Stimmung sein müssen, sondern zugleich einen dominanten und einen unterwürfigen Partner haben und mit dem einen ihre dominante, mit dem anderen ihre unterwürfige Seite voll ausleben können.

## Abgrenzung zwischen EPE und Missbrauch
Die Abgrenzung zu beziehungsinternem sexuellem Missbrauch und/oder häuslicher Gewalt kann für unkundige Außenstehende schwierig sein, insbesondere wenn sadomasochistische Praktiken aufgrund ihrer Art (Fesselung, Spanking, Vergewaltigungsspiele) scheinbar gegen den Willen des passiven Partners durchgeführt werden. Um diese Abgrenzung zu ermöglichen, haben verschiedene Organisationen gemeinsam das VICSS-Konzept formuliert. 
- Voluntary (freiwillig): Alle am EPE beteiligten Partner sollten die Entscheidung freiwillig und ohne Zwang treffen. Manchmal ist der Zwang nicht offensichtlich, insbesondere dann, wenn einer der Partner wirtschaftliche oder soziale Konsequenzen zu erwarten oder zu befürchten hat, solange er oder sie den Wünschen des Anderen nicht zustimmt. Sobald sich einer der Partner in seiner Entscheidung nicht frei fühlt, handelt es sich um Zwang.

- Informed (informiert, sachkundig): Alle beteiligten Partner sollten ihre Entscheidung aufgrund korrekter Informationen treffen und in der Lage sein, Situation und Konsequenzen der Entscheidung abzuschätzen. Dabei darf kein Zweifel daran bestehen, dass die Auswirkungen der Entscheidung klar sind.

- Consensual (einvernehmlich): Alle Partner sind mit dem, was geschieht oder geschehen soll, einverstanden und haben die Möglichkeit, frühere Entscheidungen mit aktuellen Gefühlen, Reaktionen oder für sie wichtigen Informationen abzugleichen.

- Sane (vernünftig): Entscheidungen hinsichtlich EPE sollten mit klarem Kopf gefällt werden. Entscheidungen, die aufgrund von Drogen- oder Alkoholmissbrauch oder übereilt getroffen werden, sind nicht einvernehmlich.

- Safe (sicher): Alle Handlungen sollen sowohl physisch als auch psychisch sicher sein. Zieht man risikoreiche Praktiken in Betracht bzw. bewegt man sich in Grenzbereichen (Edge Play), sollen  alle Beteiligten über die möglichen Risiken, Folgen und Auswirkungen informiert sein.

Sobald eine der genannten Voraussetzungen nicht erfüllt ist, gilt das VICSS-Konzept als nicht erfüllt, und nach dieser Definition liegt dann Missbrauch vor. In einer EPE beinhaltenden Beziehung ist die Abgrenzung zwischen Missbrauch und EPE insbesondere bei länger andauernden Beziehungen schwierig und erfordert immer wieder ein kritisches Hinterfragen und Bewerten der Praktiken und des Zusammenhangs, in dem die Praktiken verwendet werden.

### Feministische Diskussion
Die im vorigen Abschnitt erläutere Abgrenzungsproblematik zwischen BDSM, insbesondere EPE, und Missbrauch führt seit Beginn der Entwicklung der neuen Frauenbewegung (etwa ab 1968) immer wieder zu heftigen Diskussionen zwischen manchen Vertreterinnen des Feminismus und den sogenannten sexpositiven Feministinnen. Die Ersteren betrachten es als erotisches Aufladen von Gewalt und Machtgefälle und/oder frauenverachtendes Verhalten, wobei ausschließlich die (häufiger auftretende) Rollenverteilung dominanter Mann und submissive Frau betrachtet wird. Dass auch die umgekehrte Konstellation sowie das Wechseln der Rolle üblich ist, wird hierbei nicht beachtet. Die Vermischung von Sexualität und „Gewalt“ führte bei manchen Feministinnen zu einer völligen Ablehnung solcher Beziehungsformen. Hingegen verstehen heute die meisten Feministinnen, vor allem sexpositive Feministinnen und Feministinnen aus der BDSM-Szene, Sadomasochismus als eine Form sexueller Selbstbestimmung und betonen wiederholt die einvernehmliche, freiwillige und lustvolle Unterwerfung und Femdom als Ausdruck befreiter weiblicher Sexualität, in der alle weiblichen Neigungen legitim sind.